# Wangon (Wangon)
Wangon is een bestuurslaag in het regentschap Banyumas van de provincie Midden-Java, Indonesië. Wangon telt 9422 inwoners (volkstelling 2010).